# 2013年美国驻外使馆关闭事件

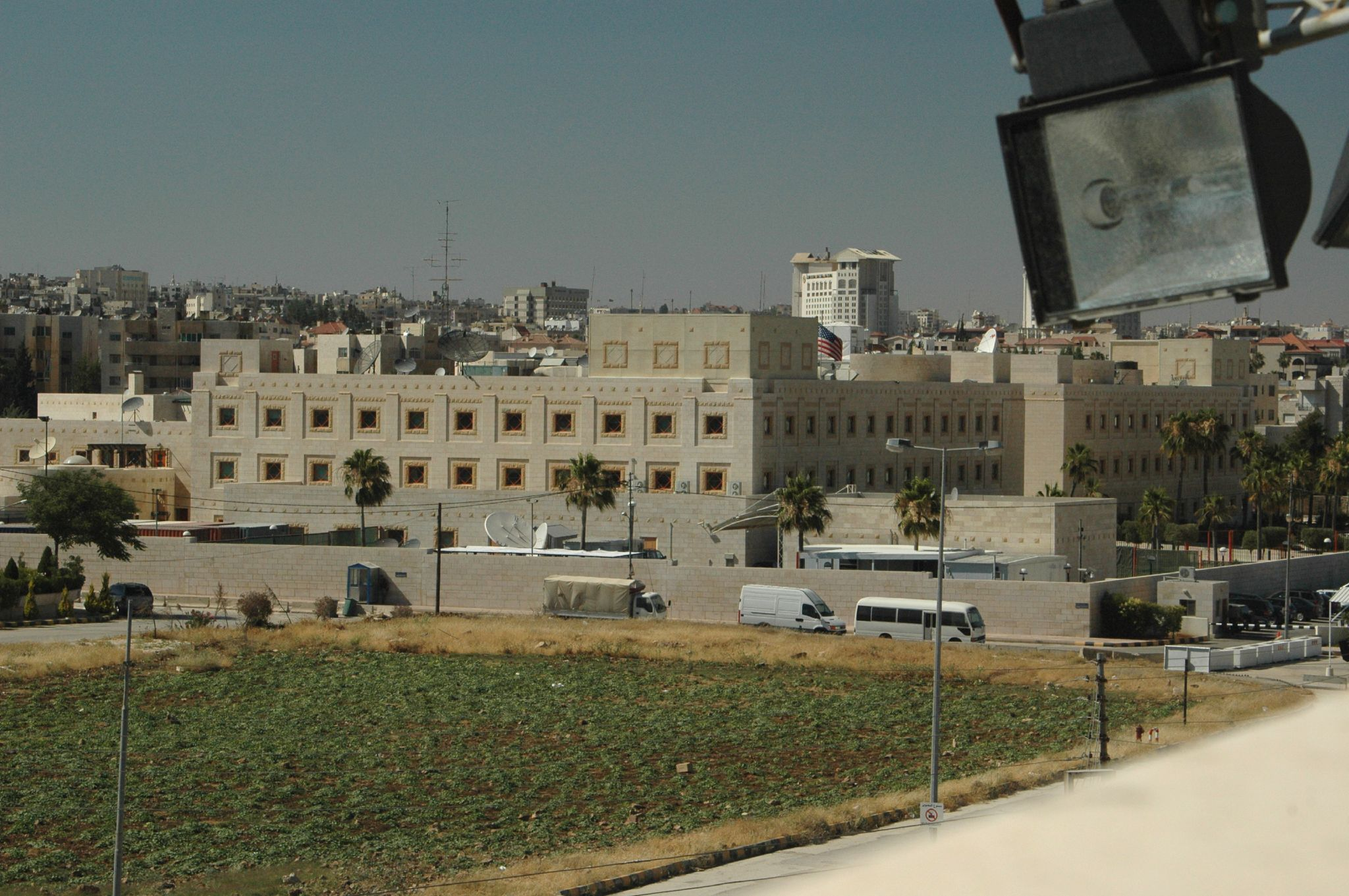
在约旦首都安曼的美国大使馆被迫关闭

2013年8月，由于“九一一事件以来迹象最明显的一次恐怖活动威胁”，美国驻亚洲、非洲国家的22个使领馆关闭，随即法国、英国、德国等国的多间驻外使领馆也被迫关闭。
通过对基地组织阿拉伯半岛分支的领导人纳赛尔·乌哈希的通信监控，美国政府在发布恐怖袭击警报，关闭多个大使馆，发布旅行警告，驻中东的美军进入最高警戒状态，随即多个国家都关闭了以也门为首的一些阿拉伯国家的大使馆。同时，8月7日也是1998年美国大使馆爆炸案的周年纪念日。美国中情局前官员表示，此次关闭使馆行动“非常、非常不同寻常”。亦有评论认为，美国此次高调关闭多国使馆是为了找回因前期棱镜门事件政府失去的民心和面子。